# Кошалински окръг
Кошалински окръг (на полски: Powiat koszaliński) е окръг в Западнопоморско войводство, Северозападна Полша. Заема площ от 1653,46 км2. Административен център е град Кошалин.

## География
Окръгът се намира в историческия регион Померания. Разположен е в североизточната част на войводството.

## Население
Населението на окръга възлиза на 65 718 души (2012 г.). Гъстотата е 40 души/км2.

## Административно деление
Административно окръгът е разделен на 8 общини.
Градско-селски общини:
- Община Боболице
- Община Полянов
- Община Шанов

Селски общини:
- Община Бенджино
- Община Бешекеж
- Община Маново
- Община Мелно
- Община Швешино

## Фотогалерия
- Боболице
- Полянов
- Шянов